# Göllersdorf
Göllersdorf je městys v okrese Hollabrunn v Dolních Rakousích. Žije zde přibližně 3 000 obyvatel.

## Geografie
Göllersdorf leží ve Weinviertelu v Dolních Rakousích asi 15 kilometrů severozápadně od Stockerau v údolí potoka Göllersbachu. Plocha městyse je 59,56 kilometrů čtverečních a asi třetina plochy je zalesněna.

### Členění obce
Městys sestává z katastrálních území:
- Bergau
- Eitzersthal
- Furth
- Göllersdorf
- Großstelzendorf
- Obergrub
- Oberparschenbrunn
- Porrau
- Schönborn
- Untergrub
- Viendorf
- Wischathal

## Historie

Göllersdorf, Schönborn, Parschendorf (vlevo nahoře) a okolí v roce 1873 (Záznamní listy Františko-Josefínské zemské místní názvosloví)

Dnešní území bylo osídleno již v mladší době kamenné. První písemná zmínka o místě je z roku 1130.
Katastrální území Großstelzendorf bylo poprvé v dokumentech zmíněno v roce 1195.
V roce 1468 bylo v místě zřízeno tržiště.
Historicky důležitou pro Göllersdorf je smlouva ze dne 14. dubna 1632 uzavřená mezi císařem Ferdinandem II. (1578-1637) a Albrechta z Valdštejna (1583-1634) ("Úmluva z Göllerdorfu"), kterou je Valdštejn opět jmenován vrchním velitelem císařských vojsk.
Roku 1710 arcibiskup Friedrich Karl von Schönborn-Buchheim (1674-1746) sehrál důležitou roli v regionu při výstavbě zámku Göllersdorf.

## Politika
Starostou městyse je Josef Reinwein, vedoucím kanceláře Karl Grünberger.
V obecních volbách konaných 14. března 2010 je 21 křesel v obecním zastupitelstvu rozděleno podle získaných mandátu takto:
- ÖVP 12
- SPÖ 7
- FPÖ 2

### Vývoj počtu obyvatel
- 1971 2625
- 1981 2427
- 1991 2614
- 2001 2939

## Pamětihodnosti

### Bergau
- Farní kostel svatého Ägydiuse v Bergau - z konce 17. století postaven jako barokní halová stavba. Počátkem 18. století postavena západní kostelní věž, klasicistní fasády. Oltářní obraz svatého Ägydiuse vytvořil Johann Josef Schindler (1777-1836).

### Göllersdorf
- Farní kostel svatého Martina v Göllersdorfu - je postavený na jižním okraji hlavního náměstí. Pochází z roku 1456. V letech 1740-1742 na objednávku Friedricha Karla von Schönborn-Buchheima kostel přestavěl a rozšířil Johann Lukas von Hildebrandt (1668-1745). Z gotického jádra zůstala zachována severní věž a kostelní kůr.
- Zámek Göllersdorf – renesanční zámek. Je využíván jako sídlo soudu v Göllersdorfu a je zde také umístěna léčebna duševně chorých.

### Großstelzendorf
- Farní kostel v Großstelzendorfu svatého Ondřeje - pozdní baroko, postavil Johann Lukas von Hildebrandt. Severní věž a kostelní chór je z původní gotické stavby. V Großstelzendorferském kostele je několik oltářů. Oltář s vyobrazením svatých Tří králů vytvořil Martin Johann Schmidt (1718-1801). Kolem kostela je hřbitov s četnými barokními náhrobky z pískovce.

### Oberparschenbrunn
- Obecní kaple svatého Vavřince Oberparschenbrunn - kaple byla postavena na přelomu 17. a 18. století. Nelze ji zaměňovat s polní kaplí postavenou až koncem 19. století severně od obce.

### Porrau
- Lovecký zámek - pro hraběte Schönborna v Porrau postavil také Johann Lukas von Hildebrandt.

### Schönborn
- Zámek Schönborn – barokní dílo vytvořil Johann Lukas von Hildebrandt.
- Loretánský kostel - postaven v letech 1725-1730. Slouží jako hrobka hrabat von Schönborn-Buchheim.
- Loretánská kaple - z let 1694 až 1715 přistavěna ke kostelu.

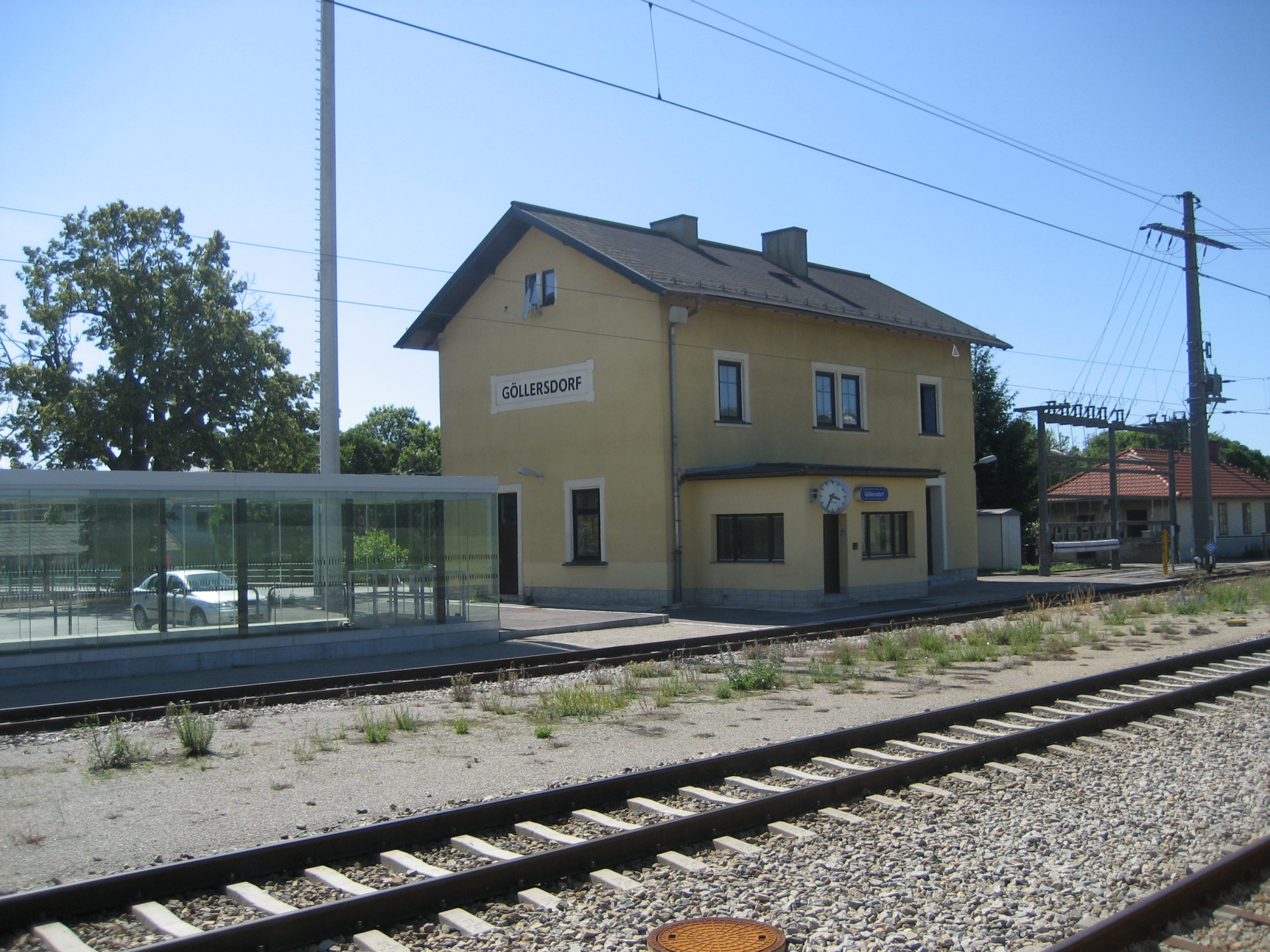
Nádraží Göllersdorf

## Hospodářství a infrastruktura
Nezemědělských pracovišť bylo v městyse v roce 2001 74 a zemědělských a lesnických pracovišť v roce 1999 bylo 144. Počet výdělečně činného obyvatelstva při sčítání lidu v roce 2001 bylo 1595.

## Doprava
Göllersdorf leží na severozápadní dráze.

## Významní rodáci
- Wilhelm Scherer (1841–1886) - rakouský germanista, jeden z nejvlivnějších znalců německého jazyka na konci 19. století, nevlastní bratr Antona von Stadlera
- Anton von Stadler (1850–1917) – rakousko-německý malíř, ředitel Akademie umění v Mnichově